# Jara Ackermann
Jara Ackermann (Walenstadt, 20 de mayo de 2004) es una futbolista suiza-liechtensteiniana. Se desempeña como portera en el St. Gallen-Staad y en la selección femenina de fútbol de Liechtenstein.

## Clubes
| Club                | País  | Año             |
| ------------------- | ----- | --------------- |
| FC St. Gallen-Staad | Suiza | 2020 - presente |

## Estadísticas

### Internacional
| Selección de Liechtenstein | Selección de Liechtenstein | Selección de Liechtenstein |
| Año                        | Partidos                   | Goles                      |
| -------------------------- | -------------------------- | -------------------------- |
| 2021                       | 2                          | 0                          |
| 2022                       | 2                          | 0                          |
| Total                      | 4                          | 0                          |